# Placorhynchus bidens
Placorhynchus bidens är en plattmaskart som beskrevs av Brunet 1973. Placorhynchus bidens ingår i släktet Placorhynchus och familjen Placorhynchidae. Inga underarter finns listade i Catalogue of Life.